# 魯索維奇
50°43′13″N 24°8′23″E / 50.72028°N 24.13972°E
魯索維奇（烏克蘭語：Русовичі），是烏克蘭的村落，位於該國西部沃倫州，由沃洛德米爾區負責管轄，始建於1570年，面積4.1平方公里，海拔高度220米，2001年人口為17人，人口密度每平方公里4.15人。